# Великодній наступ
Великодній наступ, також відомий як весняно-літній наступ 1972 року (в'єт. Chiến dịch Xuân–Hè 1972) Північним В'єтнамом, або Червоне вогняне літо (Mùa hè đỏ lửa) як романтизовано в південно-в’єтнамській літературі, була військова кампанія, проведена Народною армією В’єтнаму (регулярна армія Північного В’єтнаму) проти Армії Республіки В’єтнам (регулярна армія Південного В’єтнаму) і Сполучених Штатів Збройні сили штатів з 30 березня по 22 жовтня 1972 року під час війни у В'єтнамі.
Звичайне вторгнення (найбільше вторгнення з пір, як 300 000 китайських військ перетнули річку Ялуцзян в Північну Корею під час Корейської війни) було радикальним відхиленням від попередніх наступів Північного В'єтнаму. Наступ був розроблений для досягнення вирішальної перемоги, яка, навіть якби це не призвело до краху Південного В'єтнаму, значно покращило б позицію Півночі на переговорах у Паризьких мирних угодах.
Верховне командування США очікувало атаки в 1972 році, але розмір і жорстокість атаки вивели захисників з рівноваги, оскільки атакуючі завдали удару на трьох фронтах одночасно, головною частиною північнов’єтнамської армії. Ця перша спроба Демократичної Республіки В’єтнам (Північний В’єтнам) вторгнутися на південь після Тетського наступу 1968 року характеризувалася нападами звичайної піхоти та бронетехніки за підтримки важкої артилерії, причому обидві сторони використовували новітні технологічні досягнення в системах озброєння.
У тактичній зоні 1-го корпусу війська Північного В’єтнаму зайняли південно-в’єтнамські оборонні позиції в місячній битві та захопили місто Куанг Чо, потім рушили на південь у спробі захопити Хюе. Армія Північного В’єтнаму подібним чином ліквідувала сили прикордонної оборони в тактичній зоні 2-го корпусу та просунулась до столиці провінції Кон Тум, погрожуючи відкрити шлях до моря, який розколов би Південний В’єтнам на дві частини. На північний схід від Сайгону, у тактичній зоні ІІІ корпусу, сили PAVN захопили Лок Нінь і рушили, щоб атакувати столицю провінції Бінь Лонг Ан Лок.
Кампанію можна розділити на три етапи: квітень був місяцем просування PAVN; Травень став періодом рівноваги; у червні та липні сили Південного В’єтнаму здійснили контратаку, кульмінацією якої стало повернення міста Куанг Чо у вересні. На всіх трьох фронтах початкові успіхи Північного В'єтнаму були перешкоджені великими втратами, невмілою тактикою та дедалі більшим використанням повітряних сил США та Південного В'єтнаму. Одним із результатів наступу став початок операції «Лайнбекер» — першого тривалого бомбардування Північного В’єтнаму США з листопада 1968 року. Попри те, що сили Південного В’єтнаму витримали найбільше випробування на той час у конфлікті, а також зірвали мету Північного В’єтнаму отримати значні територіальні здобутки, північнов’єтнамці досягли двох важливих цілей: вони здобули цінну територію в Південному В’єтнамі, з якої могли почати майбутні наступальні дії, де вони та отримали кращу позицію на мирних переговорах, що велися в Парижі.